# Nick Sterling
Nicholas James Sterling (18 de julio de 1990- ) es un guitarrista y compositor de música rock originario de Mesa, en el Condado de Maricopa, estado de Arizona. Empezó a tocar guitarra a la edad de 7 años. Cuando tenía 10 años, lanzó su primer disco compacto (CD), titulado Ten (Diez). A la misma edad, compartió el escenario con el cantante y compositor estadounidense Alice Cooper en un concierto de Víspera de Año Nuevo (New Year’s Eve concert). Cuando Sterling tenía 13 años, el guitarrista Dave Mason, de la banda de rock inglesa Traffic, expresó admiración por el talento del adolescente. En 2005 lanzó su segundo disco, Life Goes On (La vida sigue). Sterling tocó todos los instrumentos, interpretó todas las letras, y él mismo grabó ambos discos. Su tercer álbum, Invisible, fue lanzado en 2010.
Nick Sterling ha participado con un buen número de músicos y bandas de rock famosas, tales como: Aerosmith, Kid Rock, Cheap Trick, Cinderella, Steve Vai, Joe Satriani, Eric Johnson, Gary Hoey, Peter Frampton, Gavin DeGraw, Bachman-Turner Overdrive, Jackyl, Sebastian Bach y Guns N' Roses.
Desde 2008, ha sido columnista de la revista Modern Guitars Magazine.
El 12 de octubre de 2009, Sebastian Bach anunció que después de una larga búsqueda había elegido a Sterling para que fuese su nuevo guitarrista. Sterling se unió a Bach en el escenario por primera vez en Helsinki, Finlandia, el 12 de diciembre de 2009, cuando fueron teloneros para un concierto de Alice Cooper.
El 13 de agosto de 2012, Nick Sterling fue despedido por Bach después de desacuerdos contractuales sobre una indemnización justa por canciones que Sterling y Bach escribieron juntos, y que serían interpretadas por Bach en la televisora AXS-TV. Sebastian Bach no cedió. Asimismo, Bach declaró en una entrevista radiofónica que Nick fue despedido por razones personales que involucraban desacuerdos en ese tiempo.
En septiembre de 2012, Nick Sterling se incorporó brevemente a la banda tributo a Led Zeppelin, The Song Remains The Same (La Canción Sigue Siendo la Misma). Nick acompañó al vocalista Anthony Bianchi en The Song Remains The Same, al tocar los teclados, guitarra rítmica y mandolina.

## Solo
1. Ten (2000) (Desert Dog)
2. Life Goes On... (2005) (Desert Dog)
3. Invisible (2010) (Desert Dog)

## Sebastian Bach
1. Kicking & Screaming (2011) (Frontier Records)